# Aircalin

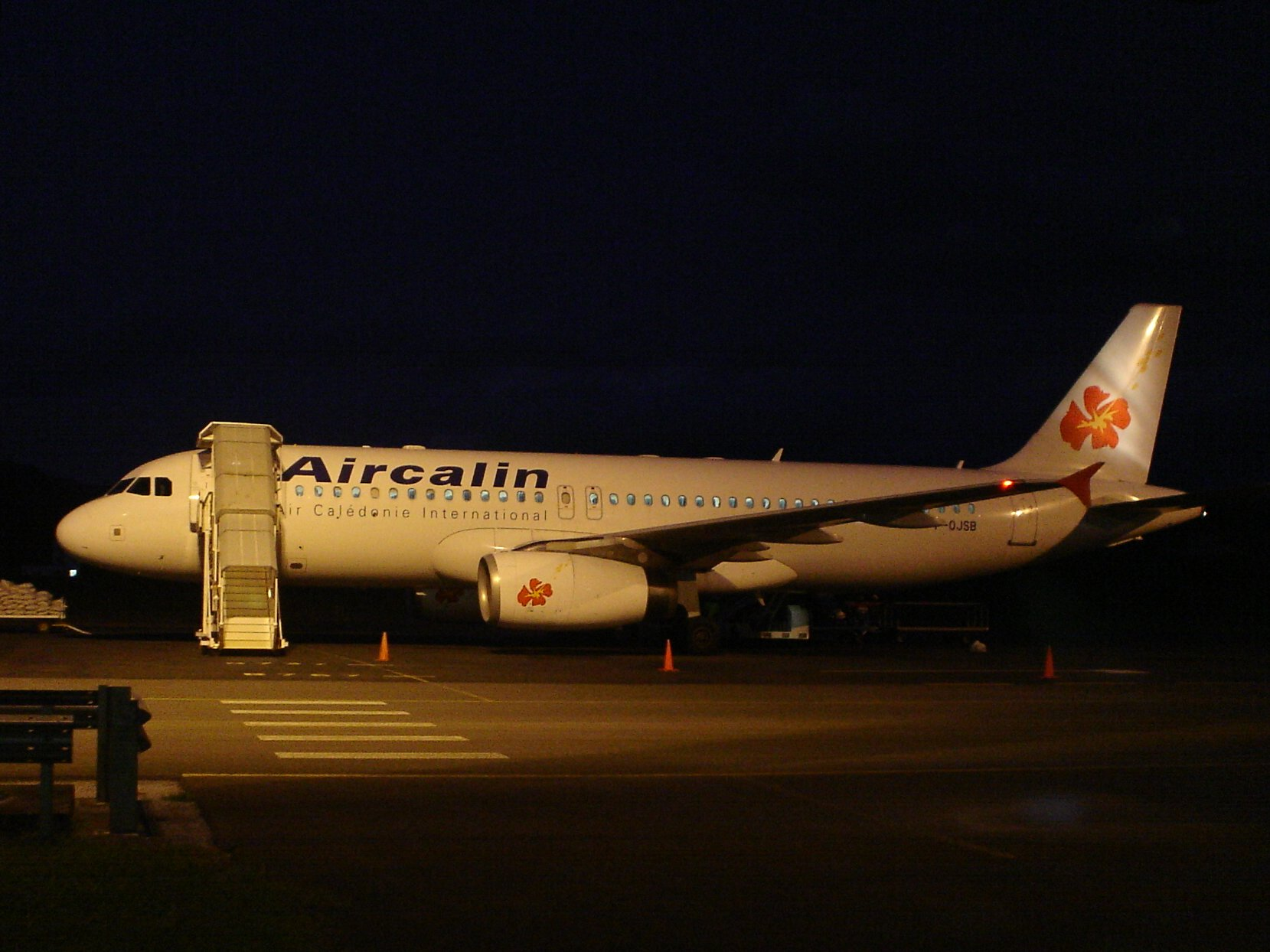
Airbus A320-200

Aircalin – nowokaledońskie linie lotnicza z siedzibą w Numea.
Linia została założona we wrześniu 1983 pod nazwą Air Caledonie International, w latach 1996–2014 funkcjonowała jako Aircalin - Air Calédonie International. Od 1 lipca 2014 realizuje połączenia pod obecną, skróconą nazwą.
Agencja ratingowa Skytrax przyznała liniom trzy gwiazdki.

## Flota
Według stanu na kwiecień 2025 flota Aircalin składała się z 4 samolotów o średnim wieku 4,3 lat:
| Samolot         | Samolot | Samolot   | Liczba miejsc | Liczba miejsc | Liczba miejsc | Liczba miejsc | Uwagi                                     |
| Model           | Aktywne | Zamówione | B             | P             | E             | Łącznie       | Uwagi                                     |
| --------------- | ------- | --------- | ------------- | ------------- | ------------- | ------------- | ----------------------------------------- |
| Airbus A320neo  | 2       | -         | -             | -             | 168           | 168           | Elastyczna konfiguracja miejsc klas P i E |
| Airbus A330-900 | 2       | -         | 26            | 21            | 244           | 291           |                                           |
| Łącznie         | 4       | 0         |               |               |               |               |                                           |